# كلوريد الفيناسيل

التركيب الكيميائي لمادة كلوريد الفيناسايل

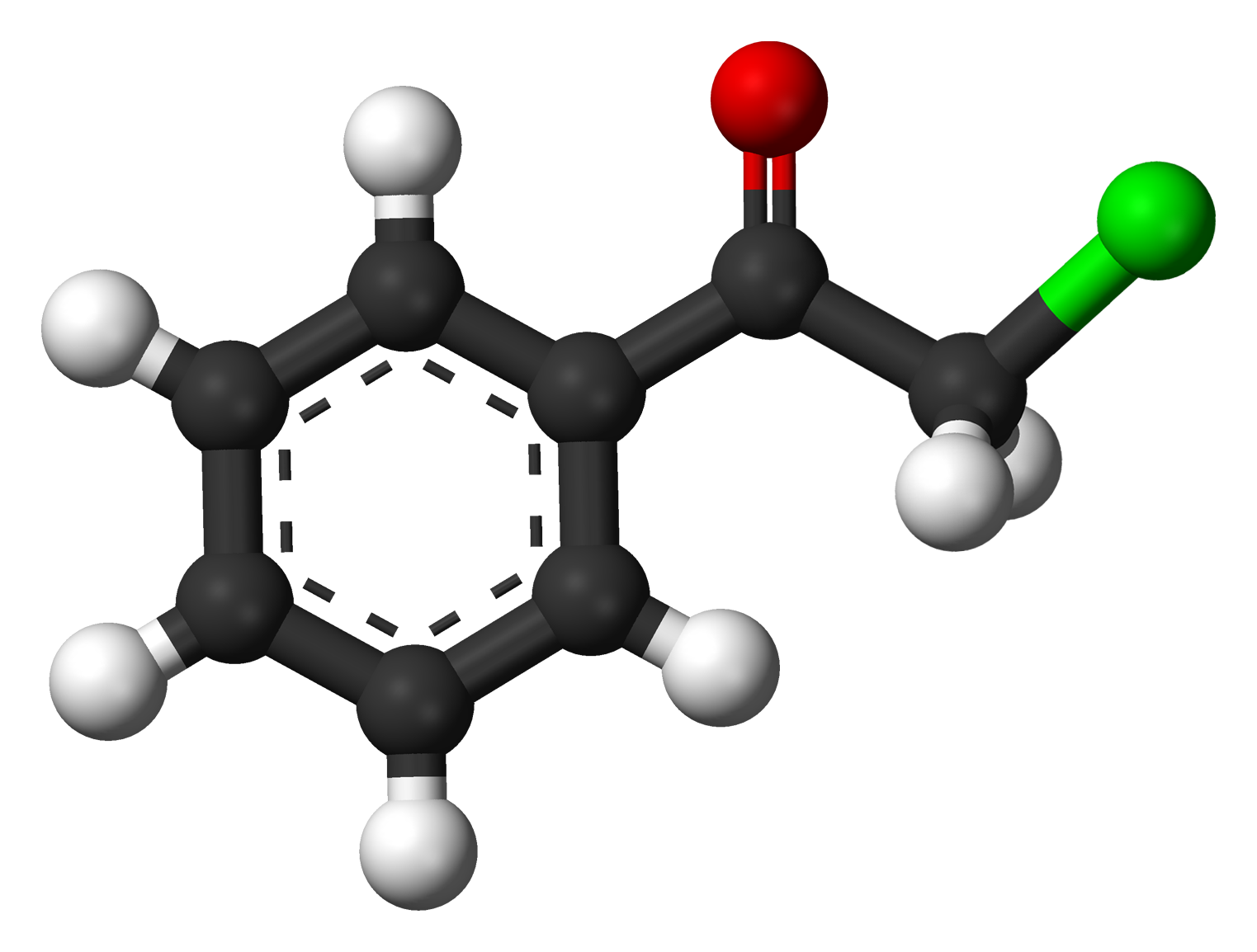
مجسم يمثل تركيب جزيء كلوريد الفيناسايل

كلوريد الفيناسايل (بالإنجليزية: Phenacyl chloride)‏ هو مادة ذات أهمية في الكيمياء العضوية باعتبارها هيكلاً بنائياً لجزيئات أخرى مشتقة. يتكون كلوريد الفيناسايل من جزيء أسيتافينون معدّل، وقد استخدم تاريخياً في مكافحة الشغب تحت اسم غاز سي إن.

## التحضير
يتوفر كلوريد الفيناسايل تجارياً، ويمكن تصنيعه باستخدام تفاعل فريدل-كرافتس عن طريق أستلة البنزين باستخدام كلوريد الكلوروأسيتيل، في وجود كلوريد الألومنيوم كعامل حفاز.

## استخدامه في مكافحة الشغب
جرت تجربة كلوريد الفيناسايل (غاز سي إن) أثناء الحربين العالميتين الأولى والثانية، لكنه لم يستخدم فعلياً لذلك الغرض بسبب سميته العالية. والغاز المسيل للدموع المستخدم حالياً على نطاق واسع هو غاز سي إس.
ويتشابه السي إن في تأثيره مع السي إس في أنه يتسبب في تهيج الأغشية المخاطية للفم والأنف والملتحمة والقصبة الهوائية والشعب الهوائية. وفي بعض الأحيان يتسبب في حدوث آثار عامة كالإغماء وفقدان التوازن مؤقتاً والارتباك. كما لوحظ في حالات نادرة حدوث تهيج جلدي وإكزيما تلامس مستديمة.
وفي التركيزات العالية يحدث السي إن تلفاً في أنسجة القرنية، كما سجلت خمس وفيات على الأقل بسبب استخدامه بسبب التلف الرئوي أو الأسفكسيا أو كليهما.